# Йон Амдісен
Йон Амдісен (дан. John Amdisen; 8 липня 1934 — 14 січня 1997) — данський футболіст, що грав на позиції захисника.

## Клубна кар'єра
У дорослому футболі дебютував 1953 року виступами за команду клубу «Орхус», кольори якої і захищав протягом усієї своєї кар'єри гравця, що тривала тринадцять років. За цей час чотири рази виборював титул чемпіона Данії, а також п'ять разів національний кубок. Виступав з командою у дебютному розіграші Кубка європейських чемпіонів 1955/56, де вже в першому раунді данський клуб поступився майбутньому фіналісту «Реймсу». А в сезоні 1960/61, дійшов з командою до чвертьфіналу турніру, досягнувши найвищого результату для данського клубу у вищому європейському турнірі, який не побитий і досі. На самому турнірі Амдісен забив три рази: в домашній перемозі в першому турі проти «Легії», у грі другого туру проти «Фредрікстада» (3:0) і в програному матчі чвертьфіналу проти «Бенфіки» (1:3).

## Виступи за збірну
Виступав за юнацьку (1 гра, 1 гол), молодіжну (5 ігор) і другу (3 гри) збірні Данії.
13 березня 1955 року дебютував в офіційних матчах у складі національної збірної Данії в товариській грі проти Нідерландів (1:1). Того ж року взяв участь у двох матчах чемпіонату Північної Європи, зайнявши 3-тє місце на турнірі.
Згодом брав участь у невдалому відборі збірної на чемпіонат світу 1958 року. Останній матч у збірній провів 28 травня 1961 року товариській грі проти НДР (1:1). Втім через три роки після свого останнього матчу в збірній він був включений до заявки збірної на чемпіонат Європи 1964 року в Іспанії, де на поле не виходив, а Данія зайняла останнє четверте місце.
Всього протягом кар'єри у національній команді провів у формі головної команди країни 9 матчів.
Помер 14 січня 1997 року на 63-му році життя.

## Титули і досягнення
- Чемпіон Данії (4):

«Орхус»: 1954–55, 1955–56, 1956–57, 1960
- Володар Кубка Данії (5):

«Орхус»: 1954–55, 1956–57, 1959–60, 1960–61, 1964–65